# 卡尼卡蒂
卡尼卡蒂（義大利語：Canicattì），是意大利西西里大区阿格里真托省的一个市镇。总面积91.41平方公里，人口34,945人，人口密度382.3人/平方公里（2009年）。ISTAT代码为084011。